# 满洲帝国俄罗斯人移民局
满洲帝国俄罗斯人移民局是日本人于1934年12月18日成立的管理满洲国俄罗斯移民事务的机构，弗拉基米尔·亚历山德罗维奇·基斯利钦曾担任其主席。该机构于1945年9月解散。其他知名人物有康斯坦丁·罗扎耶夫斯基。